# Systémový fotoaparát

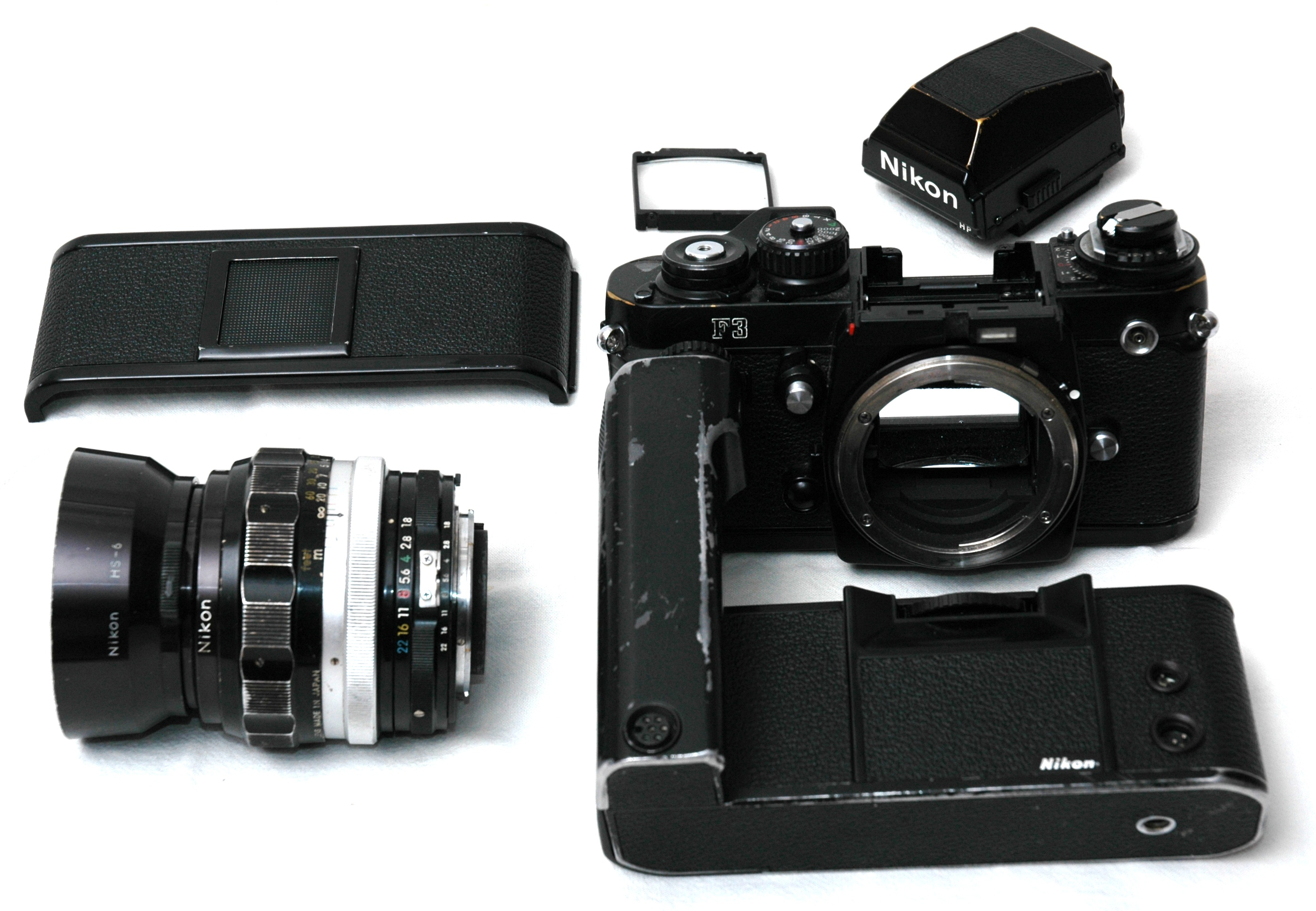
Příručka systému Nikon F3

Systémový fotoaparát Mamiya 645

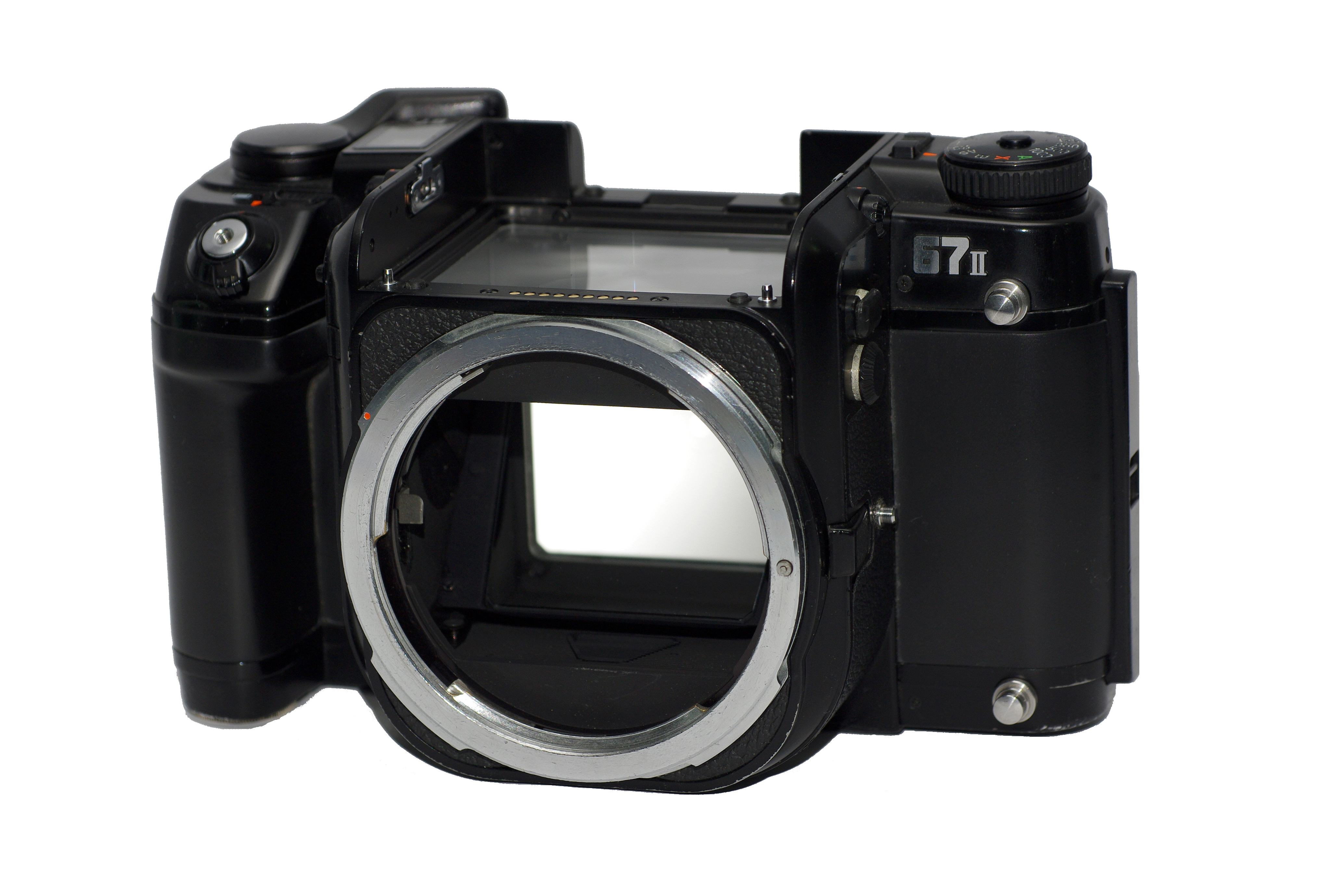
Základ středoformátového kamerového systému Asahi Pentax 67 II

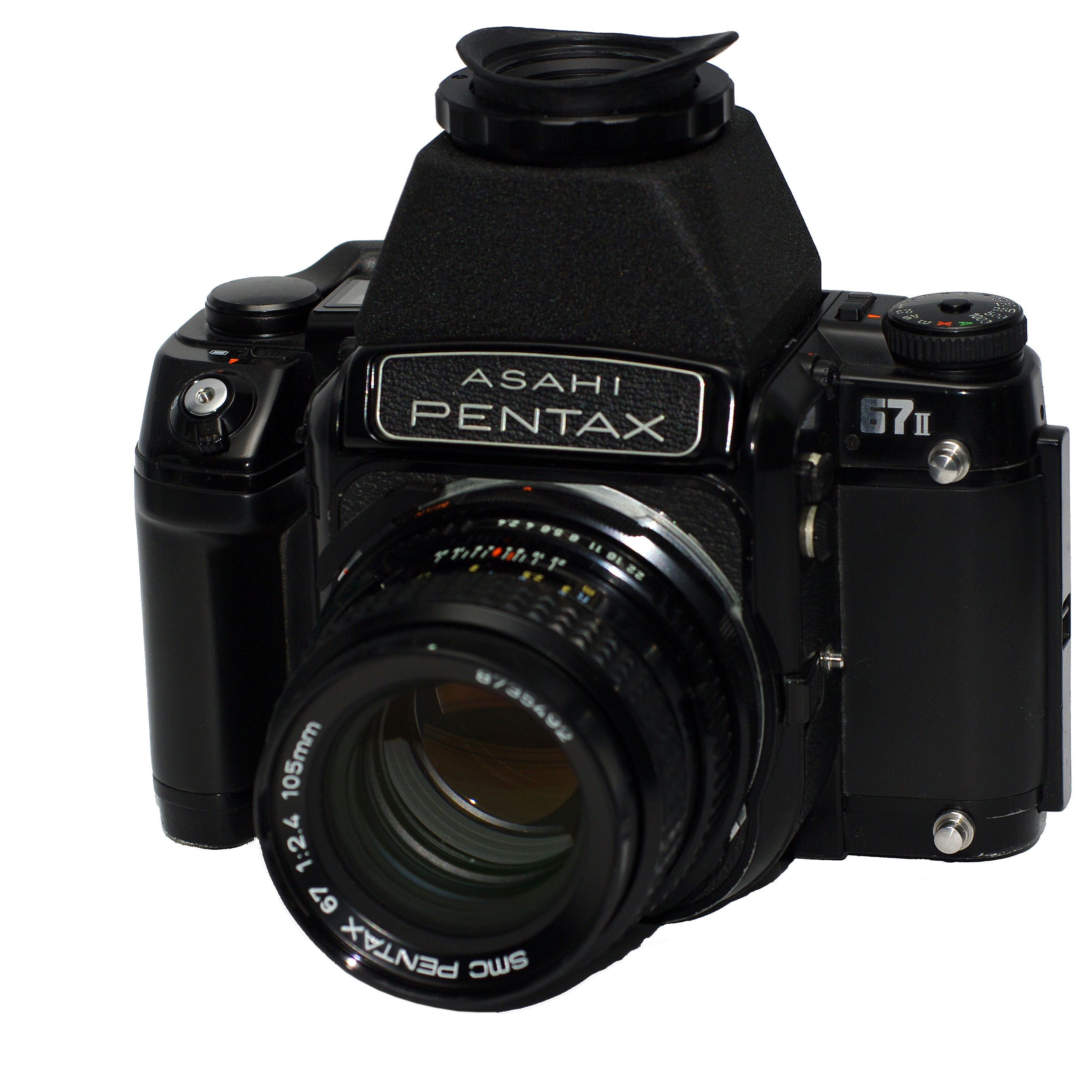
Asahi Pentax 67 II

Systémový fotoaparát (anglicky system camera) je typ profesionálního fotoaparátu s výměnnými základními komponentami, které jsou připojeny k určitému jádru systému. Většina systémových fotoaparátů jsou zrcadlovky malého nebo středního formátu. Méně se již používá u přístrojů s dálkoměrem.

## Historie
První pokusy s fotoaparátem Schraubleica firmy Leitz (Leica) v roce 1930 jsou považovány za první plně fungující systémové fotoaparáty. V roce 1936 představila firma Ihagee fotoaparát Exakta, který fungoval na podobném principu.

## Komponenty systému
Systém se zpravidla skládá z následujících dílů, které se dají připojit na tělo fotoaparátu:
- Sada široké škály objektivů.
- Telekonvertory.
- hledáčky:
  - Pentaprizmatický hledáček (hranolový).
  - Šachtového typu:
    - Skládací.
    - S lupou.
- Matnice (například astronomické pro zaměření tmavých nebo jasných objektů, pro řízení perspektivy, a jiné).
- Vyměnitelné zadní stěny (držák klasického filmu nebo digitální snímač).[3]
- Snímatelné víko.
- Winder (motor drive) pro automatický posun filmu a možnost sériového snímání.
- Battery Pack.
- Bateriový grip.
- Blesky.
- Příslušenství pro hledáček:
  - Blinkers.
  - Dioptrické korektory.
  - Lupy pro centrální část obrazu.
  - Hranoly.
- Příslušenství pro makrofotografii:
  - Měchy.
  - Reverzní adaptéry.
  - Makrokroužky.
- Příslušenství pro dálkovou spoušť.

## Výrobci

### Kinofilmové fotoaparáty
- Canon F-1
- Nikon F3
- Praktina[4] (od roku 1952), Praktica (několik systémů)
- Pentax LX

### Středoformátové fotoaparáty
- Bronica - starší řady s plátěnou závěrkou - Z, D, C, S
- Bronica ETR + podmodely
- Bronica SQ + podmodely
- Bronica GS
- Hasselblad"V-system"
- Hasselblad"H-system"
- Kiev 88 (známo i jako Salyut 80/Zenith 80/Arax 88/Hartblai 88) - kopie Hasselbladu 1000S
- Kiev 6C
- KowaSIX
- Mamiya C
- Mamiya RB
- Mamiya RZ
- Mamiya 23
- Mamiya 645 + podmodely
- Pentax 6x7
- Pentax 67
- Pentax 67 II
- Pentacon Six
- Rollei